# ルイ15世 (フランス王)
ルイ15世（フランス語: Louis XV、1710年2月15日 - 1774年5月10日）は、ブルボン朝第4代のフランス国王（在位：1715年9月1日 - 1774年5月10日）。ナバラ国王としてはルイス4世（バスク語: Luis IV.a）。

## 概要
曾祖父ルイ14世の崩御によりわずか5歳で即位し、ルイ14世の甥に当たるオルレアン公フィリップ2世が摂政の座に就いて政務を取り仕切った。成人後はブルボン公ルイ・アンリ、次いでフルーリー枢機卿が執政した。優れた政治家であるフルーリー枢機卿の執政によりフランスは繁栄した。フルーリー枢機卿の死後は親政を行う。
ポーランド継承戦争に参戦して領土を得たが、続くオーストリア継承戦争では得るものはなく、戦争により財政を逼迫させた。七年戦争ではアメリカ大陸の権益を失い、フランスの衰退を招いた。ジョン・ローのミシシッピ会社が破綻してしまい、治世の間に5回もデフォルトした。
多くの愛人を持ち私生活は奔放で、最愛王（Bien-Aimé）と呼ばれた。特にポンパドゥール夫人とデュ・バリー夫人はルイ15世の治世に大きな影響を与えている。晩年になってショワズール公、次いで大法官モプーを起用して改革を行い王権の強化を図るが、1774年に天然痘により64歳で崩御した。
この時代、啓蒙思想がヨーロッパ世界を席巻し、ヴォルテール、シャルル・ド・モンテスキュー、ジャン＝ジャック・ルソーなどがフランスのサロンで活躍している。

## 生涯

### 誕生と家族の死

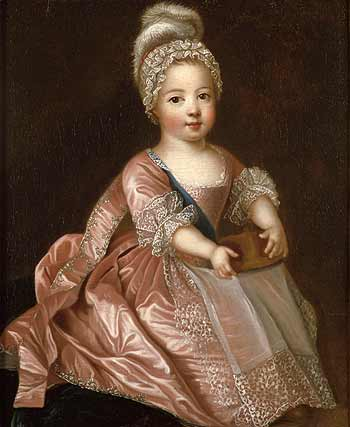
幼少期のルイ15世

曾祖父ルイ14世の治世時の1710年2月15日に王太子ルイ（グラン・ドーファン）の嫡子ブルゴーニュ公ルイと妃マリー・アデライード・ド・サヴォワの3男としてヴェルサイユ宮殿で生まれた。誕生とともに彼は次男に慣習的に与えられる儀礼称号のアンジュー公、および国王の曾孫としてプチ＝フィス・ド・フランス（Petit-Fils de France）の称号を与えられた。
祖父の王太子ルイは唯一存命しているルイ14世の嫡出子であり、王太子妃マリー・アンヌ・ド・バヴィエールとの間にはブルゴーニュ公ルイ、アンジュー公フィリップ（後のスペイン王フェリペ5世）、ベリー公シャルルの3人の息子がいた。
ルイ15世の母マリー・アデライード・ド・サヴォワはサヴォイア公ヴィットーリオ・アメデーオ2世と公妃アンナ・マリーア（ルイ14世の弟オルレアン公フィリップ1世の娘）の長女である。ブルゴーニュ公とマリー・アデライードは1696年のトリノ条約によって婚約し、1697年に結婚した。この時代の王族や貴族では非常に珍しいことに、ブルゴーニュ公夫妻は互いに愛し合い仲睦まじかった。
アンジュー公ルイの誕生によりブルボン家は、当時ヨーロッパで最多の3世代6人の直系王位継承権者がいることになり、王位継承は万全かと思われていた。1700年にアンジュー公フィリップはスペイン王位を継承し、フェリペ5世として即位した。このため、フランスとスペインの同君連合の実現を恐れたヨーロッパ諸国との間にスペイン継承戦争が勃発している。
1711年に1歳の時に祖父の王太子ルイが49歳で急死し、父のブルゴーニュ公が王太子となる（プチ・ドーファンと呼ばれた）。これは不幸な出来事だったが、ブルゴーニュ公はまだ若く、またブルターニュ公ルイとその弟アンジュー公ルイの2人の息子がいた。だが翌1712年2月12日に妃マリー・アデライードが天然痘（あるいは麻疹）で薨去すると、事態は劇的に変わる。病気の妻に長時間付き添っていたブルゴーニュ公も罹患し、6日後に薨去してしまう。更に、幼いブルターニュ公とアンジュー公の兄弟もこの病に罹患した。ブルターニュ公は瀉血治療が元で3月8日に薨去する。アンジュー公ルイのみが、養育係のヴァンタドゥール夫人が瀉血治療を拒否して死を免れた。こうして、一人残された幼いアンジュー公ルイがフランス王位継承権第1位となり、王太子（ドーファン）となる。ブルボン家の不幸は続き、1714年にアンジュー公の叔父ベリー公シャルルも狩猟中に事故死している。

### 即位とオルレアン公の摂政

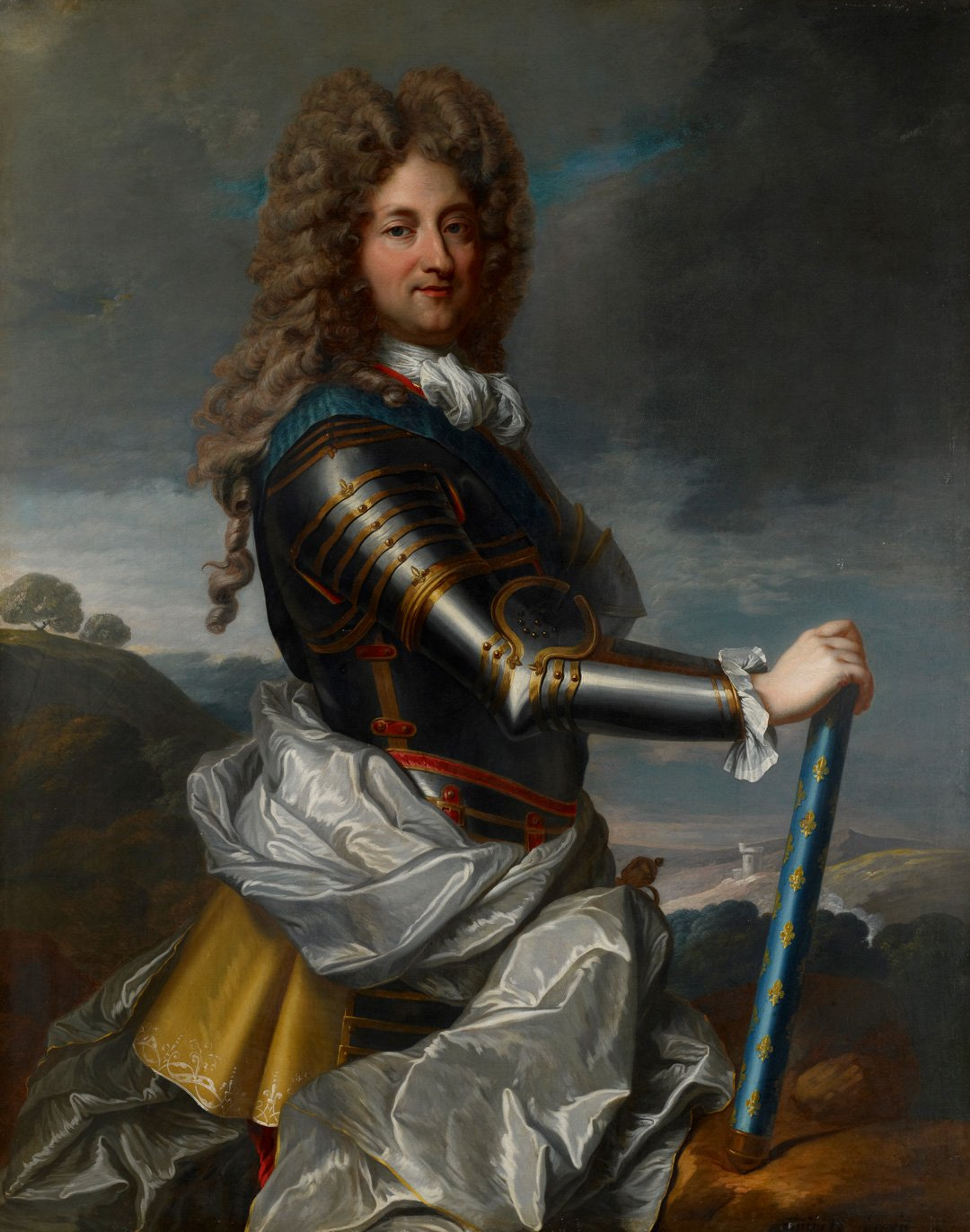
オルレアン公フィリップ2世

1715年9月1日、72年間王位にあったルイ14世が崩御し、わずか5歳のアンジュー公がルイ15世として即位する。本来なら幼いルイ15世の摂政を務めるのはルイ14世の甥のオルレアン公フィリップ2世であったが、ルイ14世は彼に不信感を持っていた。
ルイ14世はモンテスパン侯爵夫人との間に生まれたメーヌ公ルイ・オーギュストとトゥールーズ伯ルイ・アレクサンドルに、自らの崩御後に幼君のため設置される摂政政府での重要な役割を与える遺言を同年8月に作成させている。彼らはルイ14世の後妻マントノン侯爵夫人（両人の養育係で王妃マリー・テレーズ・ドートリッシュの死後に秘密結婚をしている）の願いにより、嫡出子とされていた（他の多くの庶子たちはこの待遇を受けていない）。
遺言では摂政は置かず、ルイ15世が成人するまで14名からなる摂政諮問会議を設置し、合議によって国政運営に当たることになっていた。摂政諮問会議はオルレアン公が座長となるが、メーヌ公とトゥールーズ伯を含むルイ14世の側近たちが加わっており、必然的にオルレアン公の権力は制限されることになる。
しかし、オルレアン公は中世以来の帯剣貴族（noblesse d'épée）の支持を受けており、ルイ14世によって国政から排除されていた彼らは政策の変更を望んでいた。更に彼らは、メーヌ公とトゥールーズ伯を私生児と見なして忌み嫌ってもいた。これに加えて、ルイ14世によって建言権を奪われていたパリ高等法院、そしてイエズス会やローマ教皇重視政策の変更を望むジャンセニスト（厳格主義信仰運動）とガリカニリスト（フランス教会自立主義）もまたオルレアン公を支持していた。
死の床にあったルイ14世はオルレアン公と和解しようとしたのか、崩御の数日前の8月26日に廷臣や大臣たちに「オルレアン公に従え、彼が王国を統治する」と語っていた。ルイ14世が崩御した翌9月2日、パリ高等法院で大臣や王族、大貴族の会議が開かれた。その場でオルレアン公は崩御数日前のルイ14世の言葉を持ち出して、自分に全権を与えるよう要求する。パリ高等法院はオルレアン公を支持して摂政諮問会議のメンバー選別の決定権を与え、ルイ14世の遺言は事実上無効化されてしまった。こうしてオルレアン公が摂政としての実権を握った。オルレアン公は支持の見返りとして、パリ高等法院に建言権を返還している。その後、パリ高等法院はこの権限をもって、事あるごとに王権に抵抗するようになる。
メーヌ公は非嫡出子に落とされて王位継承権を奪われ、失脚してしまう。メーヌ公はスペイン王フェリペ5世と通じて陰謀を企てるが、12月に露見して投獄され、後に国外追放となっている。

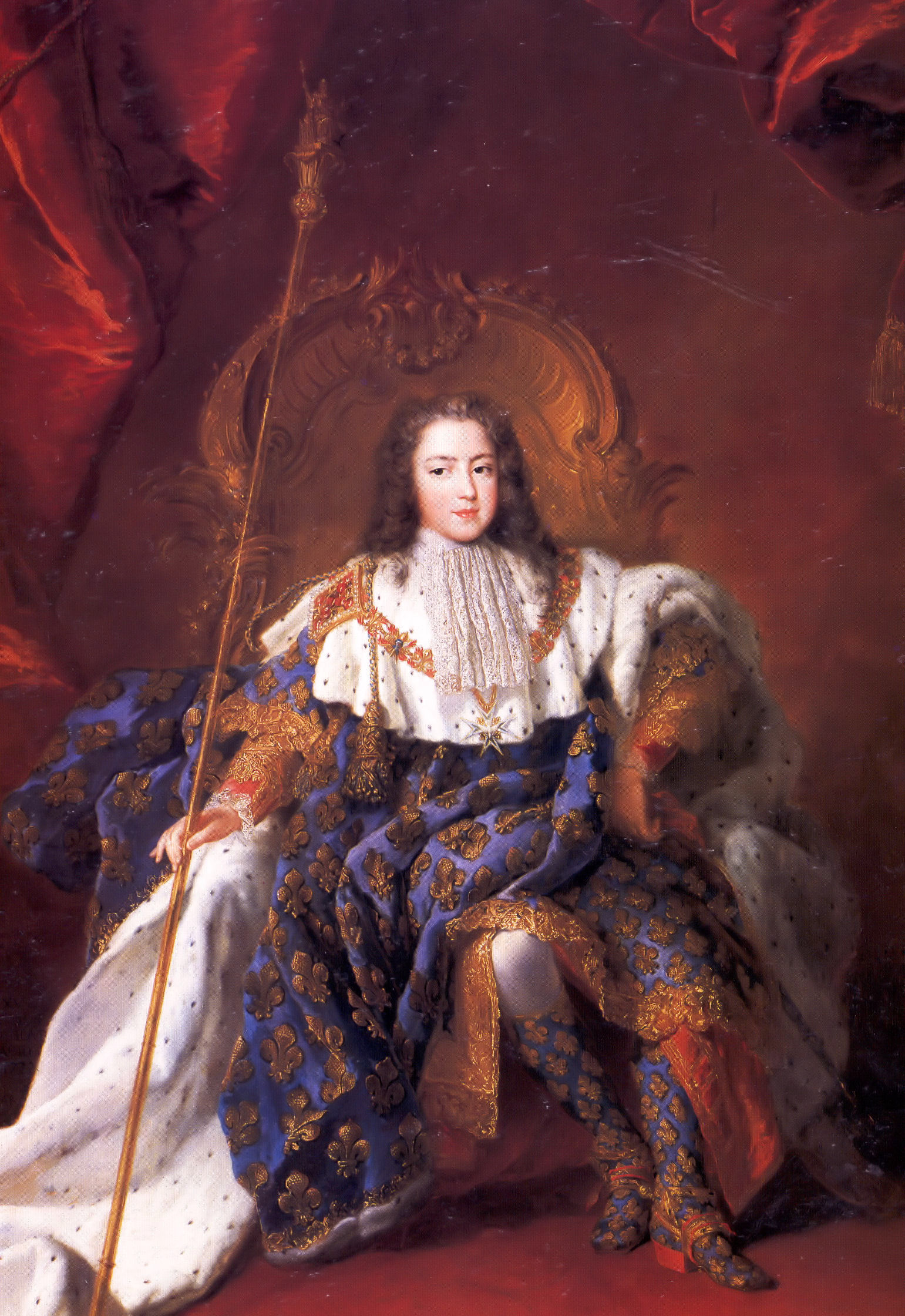
10代のルイ15世、アレクシス・シモンベル作（1723年）

オルレアン公はパレ・ロワイヤルで執務を行い、幼いルイ15世は先王の遺言により、空気がよく健康に良いとの理由でヴァンセンヌ城へ移転させられた。だが、その4ヶ月後にはヴァンセンヌは冬が厳しいとの理由で、今度はパリ中心部のテュイルリー宮に移っている。
7歳になったルイ15世は、フランス王家の伝統に則って男性によって養育されることになり、ルイ15世は心から慕っていた養育係のヴァンタドール夫人と涙を流して別れた。ルイ14世の遺言により新たな養育係となったのは、ヴィルロワ公とフルーリー司教であった。ヴィルロワ公は宮廷作法を教えたが養育者としては凡庸な人物で、ルイ15世に良い影響を与えず、内気な性格を助長させただけだった。一方、フルーリー司教は温雅な人物で教え子に優れた教育を施し、ルイ15世から敬愛される。
摂政となったオルレアン公は放蕩家として有名な人物だが、公私の分別はつけ、政治家としては有能だったという見方もある。オルレアン公の摂政政府は1715年に大臣制を廃止して、帯剣貴族層を国政に参加させる多元的議会制（Polysynodie）と呼ばれる制度を導入した。彼はまた、もしもルイ15世が崩御すればフランス王位を主張できるスペイン王フェリペ5世を牽制するため、1717年にイギリスとの同盟を成立させている。
多元的議会制は帯剣貴族たちに国政運営能力が欠如していたため上手く機能せず、3年で廃止となってしまっている。財政立て直しのためにスコットランド人のジョン・ローを財務総監に起用し、フランス初の紙幣を発行し、北アメリカ植民地の開発・貿易会社を立ち上げるが、バブル経済が発生して失敗し、多くの貴族たちが破産する結果となった（ミシシッピ計画）。
1721年、ルイ15世は従妹のスペイン王女マリアナ・ビクトリアと婚約した。3歳のスペイン王女は養育のためパリに移り住んだが、11歳のルイ15世はこの幼い婚約者に全く関心を示さなかった。1722年6月、ルイ15世はヴェルサイユ宮殿に移り、終生ここで暮らすことになる。同年10月、ルイ15世はランス大聖堂で成聖式を執り行った。1723年2月15日にルイ15世は13歳となり、パリ高等法院で成人を宣言して摂政政治が終わった。オルレアン公は引き続き宰相として国政に当たったが、同年12月に薨去した。フルーリーの助言に従い、ルイ15世はブルボン公ルイ・アンリを後任の宰相に指名する。

### ブルボン公の執政と結婚

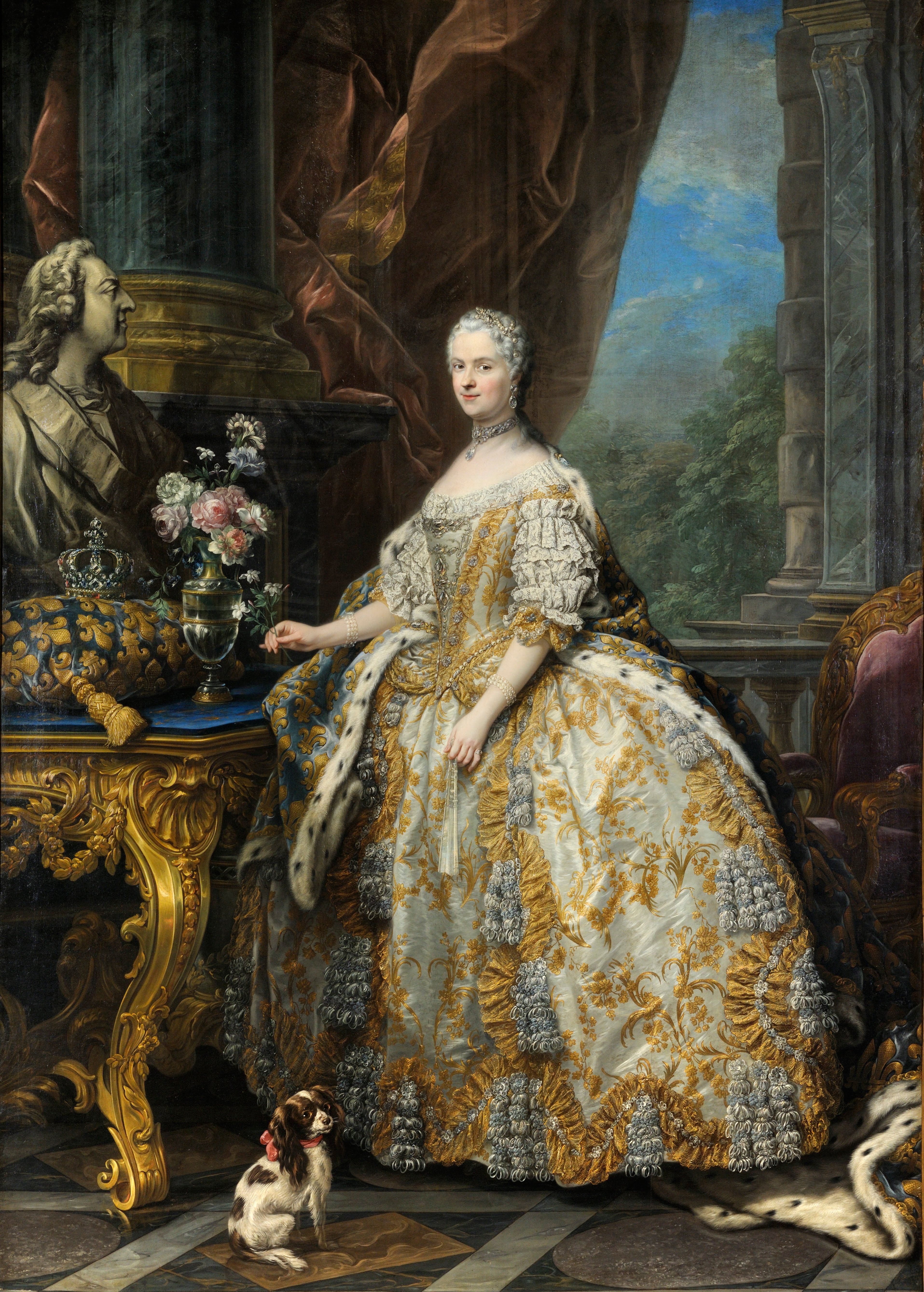
王妃マリー・レクザンスカ

1725年2月にルイ15世が体調を崩し、2日程病床に伏した。若い国王の健康に王統の危機を心配したブルボン公は翌3月に、まだ幼く子を生むことが望めないスペイン王女マリアナ・ビクトリアとの婚約解消を決定する。マリアナ・ビクトリアはスペインに帰され、このためスペインとの関係が一時悪化した。代わって、ヨーロッパ諸国の中から出産可能な年齢の王女を選ぶことになった。なお、マリアナ・ビクトリアは後にポルトガル国王ジョゼ1世に嫁いでいる。
最終的に王妃は元ポーランド国王スタニスワフ・レシチニスキの娘で21歳のマリー・レクザンスカに決まる。スタニスワフは王位を失い国を追われた身であり、不釣り合いな結婚と見なされて国民の失望を買った。婚儀は1725年9月に行われた。ルイ15世は王妃マリー・レクザンスカを熱愛し、王妃はほぼ毎年のように妊娠出産し、10人もの子を生むことになる。
宰相ブルボン公は失政続きで、穀物の価格が高騰し景気が悪くなり、国民の評判がひどく悪くなった。1726年、16歳になったルイ15世はブルボン公を罷免し、かつての養育係フルーリー枢機卿を事実上の宰相とした。

### フルーリー枢機卿の執政

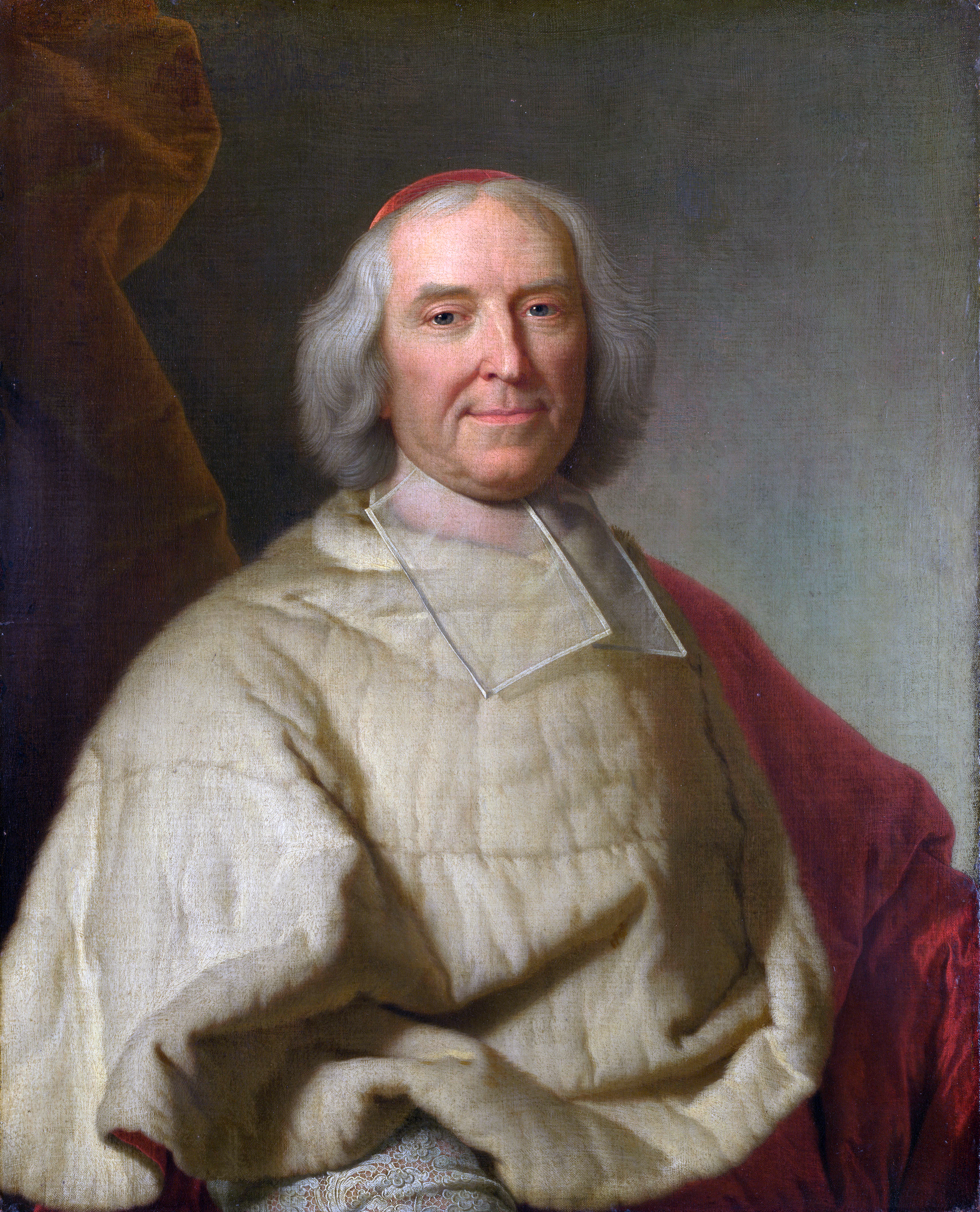
『フルーリー枢機卿』イアサント・リゴー作

フルーリー枢機卿は1726年から死去する1743年まで、ルイ15世の信任の下フランスを統治した。この時期はルイ15世の治世下では最も平和で繁栄した時代であり、ルイ14世期の戦争による人的物質的損失からの「回復」の時代（gouvernement "réparateur"）と呼ばれている。
フルーリー枢機卿は大蔵卿ミシェル・ロベール・ル・ペルティエ・デ・フォール（1726年 - 1730年）と後任のフィリベール・オリ（1730年 - 1745年）の助けを受けて、1726年に貨幣を安定化させ、1736年には収支の均衡に成功した。また1738年にはサン・カンタン運河を開通させてオワーズ川とソンム川をつなぎ、後にスヘルデ川とネーデルラントにまで拡張している。国立土木学校が創立され、土木事業が進められて、フランス各地に近代的な道路が舗装された。海上交通も急成長して、フランスの貿易額は1716年から1748年までの間に8000万リーブルから3億800万リーブルに増加している。一方で、ルイ14世時代のコルベールによって定められた経済・社会機構統制（dirigisme）のために産業の発展は遅滞している。

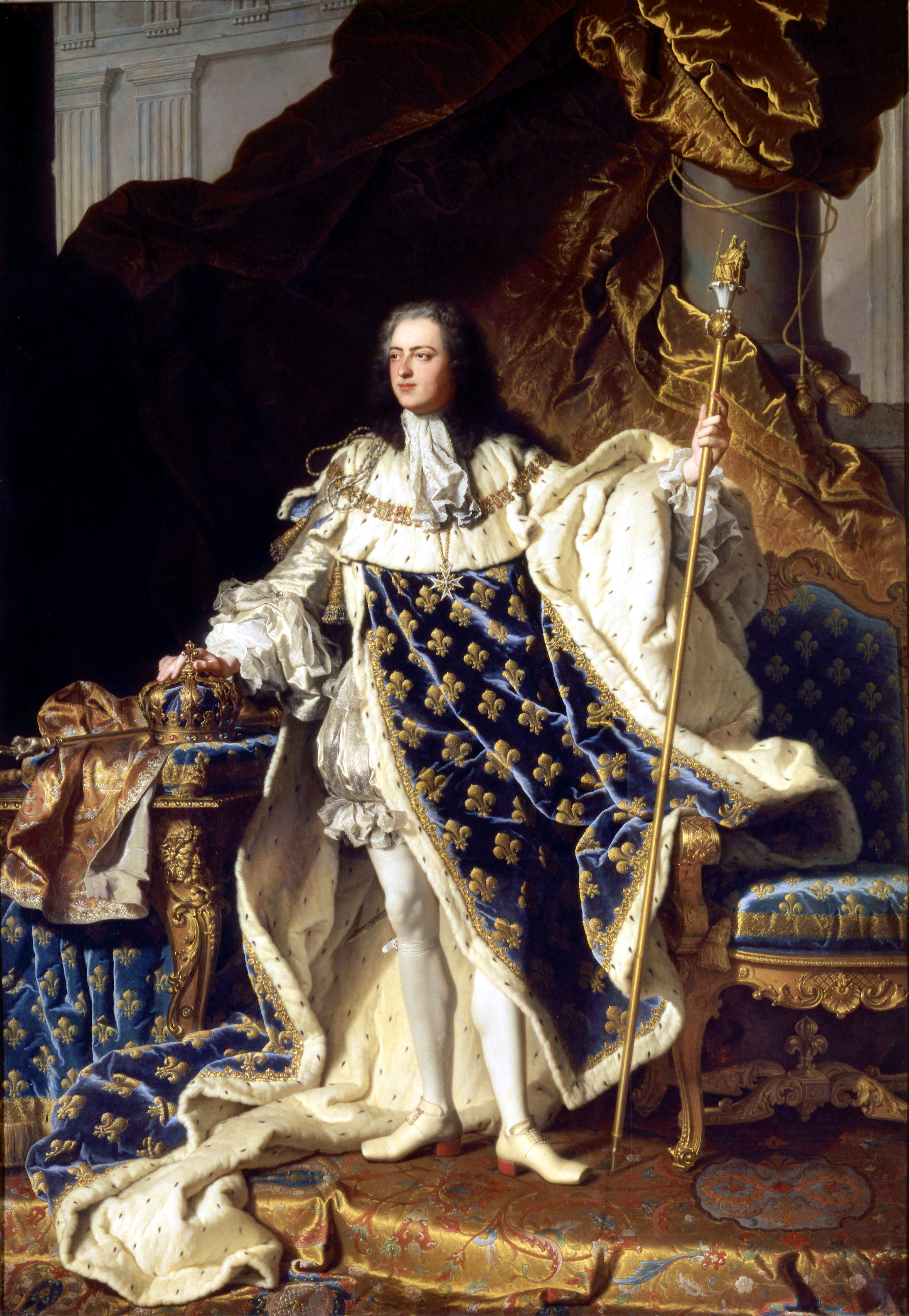
『ルイ15世』イアサント・リゴー作、1730年（ヴェルサイユ宮殿蔵）

宗教面ではジャンセリストとガリカニリストの反抗を抑え込み、外交面ではフルーリーはイギリスとの同盟を継続させるとともにスペインとの和解に努めている。
1729年、王妃が3度目の出産で王太子ルイ・フェルディナンを生んだ。待望の王位継承者である男子の出産にフランス国民は喝采し、国王の人気は大いに高まった。この王太子の誕生により、王位継承問題とスペインとの戦争の危機を回避することができた。
1733年、外務卿ジェルマン・ルイ・ショーブランの勧めにより、ルイ15世はフルーリーの平和政策を一時放棄してポーランド継承戦争に介入する。この戦争は王妃の父スタニスワフ・レシチニスキを復位させることと、神聖ローマ皇帝カール6世の皇女マリア・テレジアの婚約者フランソワ・エティエンヌ（後の皇帝フランツ1世）からロレーヌ公国を奪うことが目的だった。
フランス軍はロレーヌを占領し、1738年にウィーン条約が結ばれて、スタニスワフにはポーランド王位放棄の代わりにロレーヌ公国が与えられ、フランソワはロレーヌの代償としてトスカーナ大公国の公位継承者となる。1766年にスタニスワフが死去すると、ロレーヌは義理の息子ルイ15世が相続してフランスに併合され、これがブルボン朝におけるフランス領土拡大の最後となった。その後、フランスがオーストリアとオスマン帝国との調停を行ってベオグラード条約が締結された。条約はオスマン帝国に有利な内容で、これは16世紀以来のフランス・オスマン同盟の効果である。この結果、オスマン帝国はフランスのカピチュレーション（帝国内における外国人の恩恵的特権）を更新し、フランスは中東地域における貿易の優位を確保した。これらの成功により、ルイ15世の権威は大いに高まった。
私生活でルイ15世は、王妃マリー・レクザンスカと結婚から数年間は仲睦まじかったが、王妃はほぼ毎年妊娠させられると夫婦生活を厭うようになり始め、一方、ルイ15世も王妃が生んだ子の多くが女子だったことに憤っていた。王妃は11人中2人しか男子を生まず、2人のうち王太子ルイ・フェルディナンだけが成人している。王妃がほぼ年中妊娠していたこともあって、ルイ15世は1734年頃から公的愛妾を持つようになり、ネール侯爵家の姉妹を寵愛した。最初にマイイ夫人、次に妹のヴァンティミーユ夫人そしてシャトール侯爵夫人である。
1739年以降、ルイ15世は国王が病人に手を触れて病を治す奇蹟の儀式を止めてしまう。これは不倫を繰り返すルイ15世が自ら、神聖な儀式を行う資格がないと考えたためとされている。だが、このことにより国王の神聖性の権威が損なわれる結果となった。
1740年のカール6世の崩御とマリア・テレジアのハプスブルク家相続はオーストリア継承戦争を引き起こす。90歳近いフルーリー枢機卿には参戦に反対する気力はなく、フランスは1741年にプロイセン側で参戦した。戦時中の1743年にフルーリーが死去すると、ルイ15世は先王ルイ14世に倣い、以後宰相を置かないことを宣言する。

### 親政の開始とポンパドゥール夫人

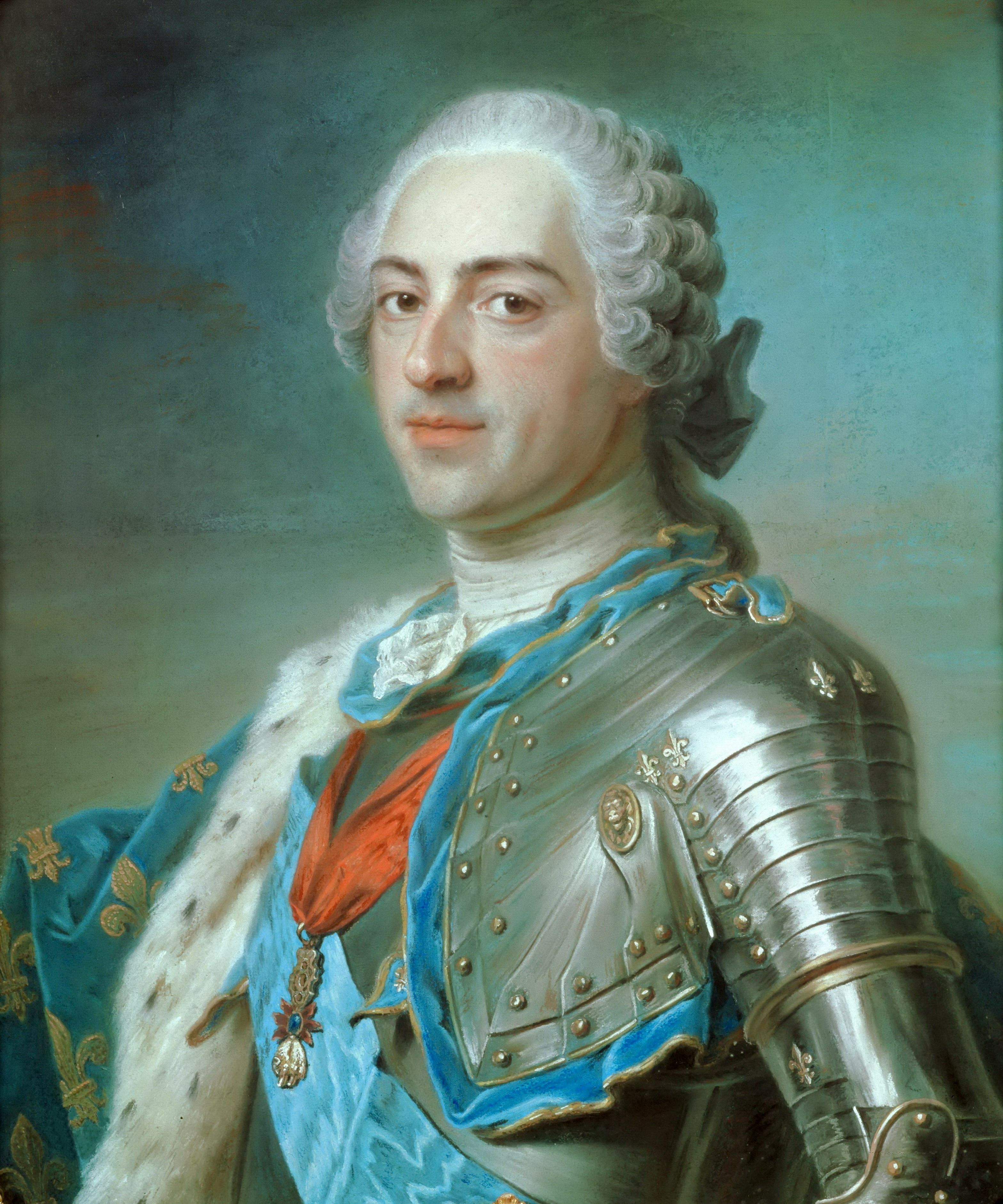
『ルイ15世』モーリス・カンタン・ド・ラ・トゥール画、1748年

フルーリー枢機卿が死去して親政を開始した時点で、ルイ15世は33歳になっていた。彼は肖像画の通り美男子であり、体格も良く教養に富んでいたが、内気で臆病な性格であり、政治にあまり関心を持たず、もっぱら趣味の狩猟に興じる日々を送り、狩猟のための馬や犬の調教に熱心で「王は犬馬のために、犬馬の労を厭わない」と評された。
1744年、ルイ15世はオーストリア継承戦争で戦う軍隊の指揮を執るためアルザスに出征したが、この出征にシャトールー夫人が同行したことが世間の不評を買っていた。8月にルイ15世はメスで病に倒れ、重体に陥った。従軍聖職者は赦罪のために愛妾と別れることを求め、ルイ15世はこれに従って懺悔し、シャトールー侯爵夫人は追い返された。ルイ15世は回復し、国民は彼を「愛しの君」と呼んだ。しかしながら、ルイ15世の女性関係はすぐに元に戻ってしまった。この年の終わりにシャトールー侯爵夫人は死去し、国王は寵姫の死をひどく悲しんだ。
後にポンパドゥール夫人と呼ばれることになるジャンヌ＝アントワネット・ポワソンは1745年2月に仮面舞踏会でルイ15世と出会った。知的で教養がある彼女は国王を魅了し、5月に彼女はポンパドゥール侯爵領を与えられ、正式にルイ15世の公妾となった。それまでの国王の愛人はみな貴族階層出身だったのに対し、彼女がブルジョワ階層出身であることが人々には不評で、彼女は様々な誹謗にさらされることになる。

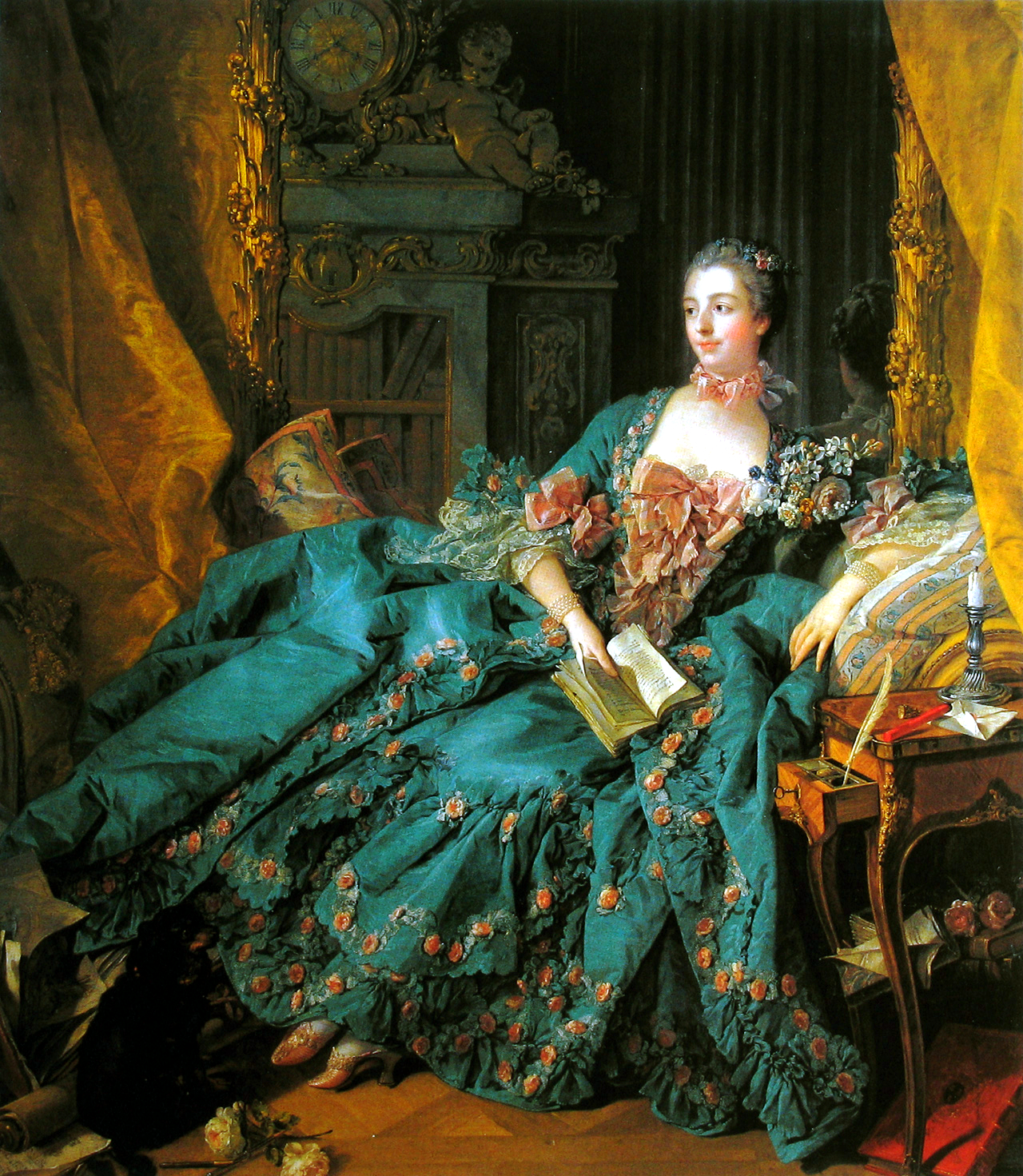
『ポンパドゥール夫人』フランソワ・ブーシェ画、1750年

ポンパドゥール夫人はヴェルサイユ宮殿の3階に住まい、ここで国王は退屈で煩わしい宮廷儀礼から逃れて寛ぎ、ブルジョア風の生活を好んだ。
ポンパドゥール夫人は体を壊したため1750年以降は公妾を退き、国王とは友人として付き合った。性的関係はなくなったものの、彼女は国王から深く信頼され有力な助言者となった。ポンパドゥール夫人は政界にポンパドゥール派と呼ばれる派閥を形成し、「私が支配する時代」と自ら言うほどの権勢を持つことになる。ポンパドゥール夫人の奢侈と浪費は当時の人々から非難されたが、彼女は芸術家のパトロンとなり、ルイ15世時代のフランス芸術の発展に無視しえない貢献をなしている。セーヴルに王立磁器製作所を設立してセーヴル焼を完成させたこと、パリに陸軍士官学校を設立させたのもポンパドゥール夫人の貢献である。彼女は建築家のパトロンにもなり、パリ市内のルイ15世の屋敷（現在のコンコルド広場）やエコール・ミリテールの建築をしたアンジュ＝ジャック・ガブリエルに出資している。また、彼女は啓蒙思想を擁護して百科全書派を教会の攻撃から守り、百科全書の刊行を実現させた貢献もある。
一方で彼女は「鹿の園」（Parc-aux-Cerfs）と呼ばれる個人的な娼館をつくり、多数の若い女性たちに国王への性的奉仕をさせた。「鹿の園」の娼婦の一人マリー＝ルイーズ・オミュルフィの裸体画が現代に残されている。この様な乱脈な女性関係が元で、国王は処女の血の風呂に浴しているだの、90人の非嫡出子がいるだのといった淫らな噂がフランス中に流れてしまった。
オーストリア継承戦争ではフランスはプロイセン側に立ち、オーストリア、イギリスそしてオランダ共和国と戦った。1742年、シャルル・ルイ・オーギュスト・フーケ・ド・ベル＝イルがフランス軍を率いてバイエルン選帝侯カール・アルブレヒトを神聖ローマ皇帝カール7世及びボヘミア国王カレル・アルブレヒトとして擁立、1745年のフォントノワの戦いではモーリス・ド・サックス率いるフランス軍がイギリス軍に大勝している。1748年までにフランス軍はオーストリア領ネーデルラント（現在のベルギーなど）を占領し、フランスの長年の念願だった国境をライン川にまで押し出すことに成功したかに見えた。
だが、1748年に結ばれたエクス・ラ・シャペル条約では元ロレーヌ公フランソワの神聖ローマ皇帝位を承認し（カール7世はオーストリアの反撃を受けてバイエルンを占領され、1745年に崩御）、ネーデルラントの占領地を返還するという、フランスに全く利益をもたらさない結果となった。このため、ルイ15世は国民から酷く不評を買うことになり、その人気は凋落した。

### 七年戦争の敗北と植民地の喪失

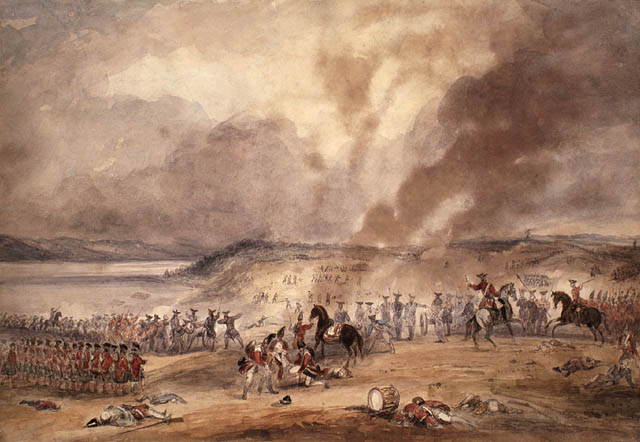
北米大陸の戦い（サント・フォワの戦い）

戦争のために財政はひどく悪化しており、このため財務総監マチュー・ダルヌヴィルは聖職者、貴族を含む全国民を対象とした「二十分の一税」の導入に取り組んだ。だが、新税の導入には免税特権を侵される聖職者、貴族が猛反発し、パリ高等法院は王令の登記を拒んで抵抗する。結局、新税は導入されたものの、譲歩を重ねたもので骨抜き同然のものになってしまった。ジャンセリストの問題でも国王とパリ高等法院が対立して紛糾し、国王の権威が低落する。
1756年、フランスは七年戦争にオーストリア側で参戦した。伝統的にフランスはハプスブルク家と対決しており、この同盟は「外交革命」と呼ばれた。これにはプロイセン国王フリードリヒ2世を嫌うポンパドゥール夫人がオーストリアとの仲介役となったが、その役割は巷間に知られるほど大きくはなかったようである。
1757年1月5日、ルイ15世が馬車に乗ろうとした際に男に襲われ、右脇腹を短刀で刺される国王暗殺未遂事件が起こる。男はすぐに取り押さえられ、国王の傷も命に別条はなかったが、不安になった国王はしばらくひどく落ち込んでいる。犯人はパリ高等法院の司法官の家に仕えるロベール＝フランソワ・ダミアンで、主人から国王の悪評を聞き犯行に及んだと自白した。3月にダミアンは公開執行による八つ裂きの刑に処された。この事件の余波で、陸軍卿ダルジャンソン伯と海軍卿兼国璽尚書マチュー・ダルヌヴィルが罷免されている。ダルヌヴィルは「二十分の一税」を導入した有能な政治家だったが、ポンパドゥール夫人の不興を買って失脚したとされている。
七年戦争でオーストリア・フランス同盟軍は、名将フリードリヒ2世率いるプロイセン軍に苦戦し、1757年11月のロスバッハの戦いで大敗を喫してしまう。アメリカ新大陸の戦いでもフランス軍はイギリス軍に敗れ、ケベックとモントリオールが陥落した（フレンチ・インディアン戦争）。
1763年2月、パリ条約が結ばれ、フランスはカナダ、ルイジアナ、西インド諸島の一部を含む広大な植民地を失った。この条約は「フランス史上最もみじめな条約」と呼ばれた。翌1764年4月15日にこの戦争に少なからず関わったポンパドゥール夫人が死去した。ルイ15世はポンパドゥール夫人の葬列を涙を流して見送っている。

### 晩年

デュ・バリー夫人

「朕の後には大洪水がくるであろう（フランス語: Après moi le déluge、直訳すると「我が後に大洪水あれ」、日本語の「後は野となれ山となれ」に近いニュアンス）」という有名な言葉がある。ルイ15世自身が言ったわけではないが、彼の晩年と将来の王政の終焉を象徴する言葉とされている。
戦争により国庫は破綻に瀕していた。ルイ15世晩年の数年間は外務卿兼陸軍卿のショワズール公が政権を担った。彼はポンパドゥール夫人の人脈で出世した人物で、七年戦争では主戦派として戦争を推進していた。ショワズール公はイギリスへの報復のためにフランス海軍の再建に努め、その実績は多くの歴史家が評価している。一方、国内問題ではイエズス会と対立したガリカニリストのパリ高等法院に同調して、イエズス会を解散させた。財政政策では穀物取引の自由化を行い、経済の自由化改革に着手したが、その効果には賛否が分かれる。
1765年、王太子ルイ・フェルディナンが薨御する。ルイ・フェルディナンの長男と次男は夭逝しており、三男のベリー公がドーファン（王太子）となった（後のルイ16世）。ショワズール公はオーストリアとの同盟関係を強化すべく、新王太子とマリア・テレジアの皇女マリー・アントワネットとの政略結婚を取りまとめ、婚儀は1770年5月に行われた。マリー・アントワネットの父方の祖母とルイ15世の母方の祖母はオルレアン公フィリップ1世の娘で異母姉妹であったので、マリー・アントワネットはルイ15世の又従妹であった。
1768年6月24日に王妃マリー・レクザンスカが薨去した。王妃が薨去する1カ月ほど前にルイ15世はジャンヌ・ベキュと出会っている。ジャンヌは庶民の出で、娼婦同然の生活をしてデュ・バリー子爵の愛人となっていた女性だった。老境に入っていたルイ15世はジャンヌをヴェルサイユ宮殿に迎え入れて寵愛し、更にデュ・バリー子爵の弟と結婚させてデュ・バリー夫人と名乗らせ公妾とした（公妾は既婚者である慣わしがあった）。ショワズール公はデュ・バリー夫人を嫌悪し、そのために政治に関心がなかったデュ・バリー夫人は反ショワズール公の廷臣たちと結びつき、政争に巻き込まれるようになった。

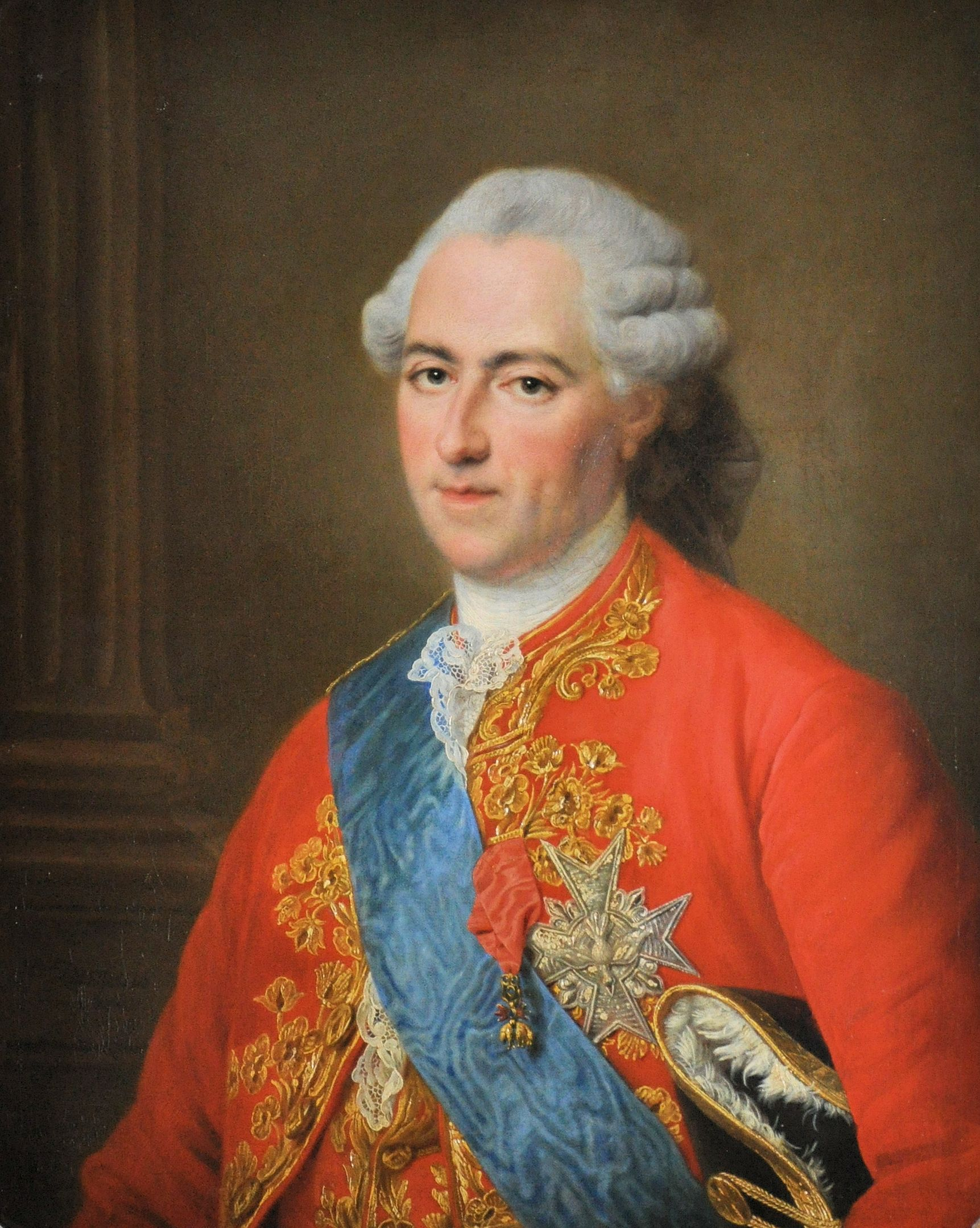
『フランス国王ルイ15世』 フランソワ＝ユベール・ドゥルエ (fr)、1773年（プティ・トリアノン宮殿蔵）

パリ高等法院と国王との対立は続き、王権の危機を感じたルイ15世は1770年12月にパリ高等法院に迎合的なショワズール公を罷免してしまう。ルイ15世は大法官モプーを登用して、翌1771年に一種のクーデターを起こし、パリ高等法院の司法官の追放、司法官職売官制の廃止、上級評定院の設置といった司法改革を断行させた。これによってパリ高等法院は弱体化し、王権が著しく強化された。だが、失脚したショワズール公派とパリ高等法院の法服貴族たちが、デュ・バリー夫人を元娼婦と非難する小冊子を作成して広め、国王の権威を更に貶めることになった。その後政権はモプーとデギュイヨン公、アベ・テレが担当、三頭政治になっていった。
1774年4月27日、ルイ15世は小トリアノン宮に滞在する間に片頭痛と足の痛みを感じ始めた。デュ・バリー夫人や孫のベリー公と朝食を共にしたが、ご飯はほとんど食べられなかった。食事後、狩りに出掛けるルイ15世は寒さを訴えて馬車に留まり、侍医の勧めでヴェルサイユに戻った。翌日より国王の顔に赤い斑点が現れ、症状が天然痘であることが判明すると、免疫力のないベリー公は国王と隔離された。病状が悪化して助からぬと悟った彼は、神への懺悔のためにデュ・バリー夫人を宮廷から立ち退かさせた。5月7日、国王は告解を行い罪の赦し受ける儀式を執り行った。ルイ15世の最後の瞬間を見守ったクロイ公は膿だらけに変色された国王の顔がムーア人とネグロ、または青銅仮面のように暗くなったと表現した。5月10日午後3時30分、ルイ15世は64歳で崩御した。19歳になるベリー公がルイ16世として即位したが、彼は「私は何一つ教わっていないのに」と嘆いたという。

## 妻子

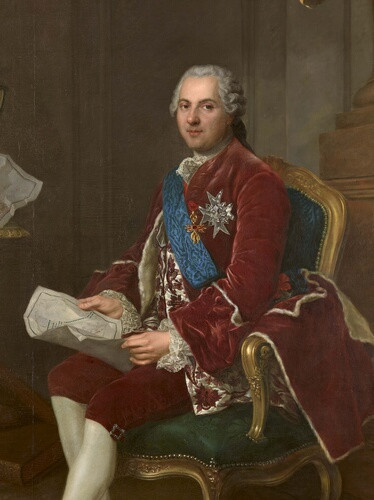
ルイ・フェルディナン王太子

王妃マリー・レクザンスカとの間には以下の嫡出子がいる。
| 名前                   | 誕生日        | 死亡日         | 備考                                           |
| ---------------------- | ------------- | -------------- | ---------------------------------------------- |
| ルイーズ・エリザベート | 1727年8月14日 | 1759年12月6日  | パルマ公フィリッポと結婚。子供あり。           |
| アンリエット           | 1727年8月14日 | 1752年2月10日  | 未婚                                           |
| マリー・ルイーズ       | 1728年7月28日 | 1733年2月19日  | 夭逝                                           |
| ルイ・フェルディナン   | 1729年9月4日  | 1765年12月20日 | 王太子。ルイ16世、ルイ18世、シャルル10世の父。 |
| フィリップ             | 1730年8月30日 | 1733年4月17日  | 夭逝                                           |
| アデライード           | 1732年3月23日 | 1800年2月27日  | 未婚                                           |
| ヴィクトワール         | 1733年5月11日 | 1799年6月7日   | 未婚                                           |
| ソフィー               | 1734年7月17日 | 1782年3月3日   | 未婚                                           |
| 死産                   | 1735年3月28日 | 1735年3月28日  |                                                |
| テレーズ               | 1736年5月16日 | 1744年9月28日  | 夭逝                                           |
| ルイーズ・マリー       | 1737年7月5日  | 1787年12月23日 | 修道女                                         |

長女エリザベートと長男ルイ・フェルディナンは、それぞれスペイン王フェリペ5世の子女と結婚した（二重結婚）。ルイ15世の嫡出子で子孫を2020年現在まで残しているのはこの2人のみである。

### 愛妾と非嫡出子

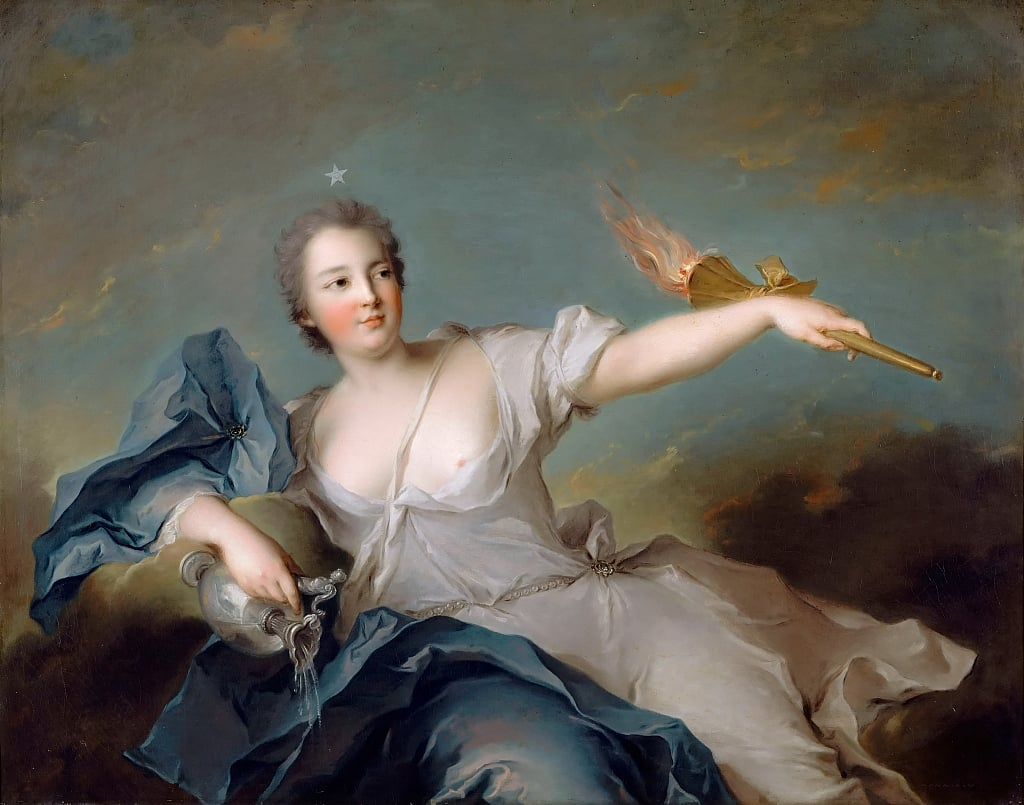
シャトールー公爵夫人

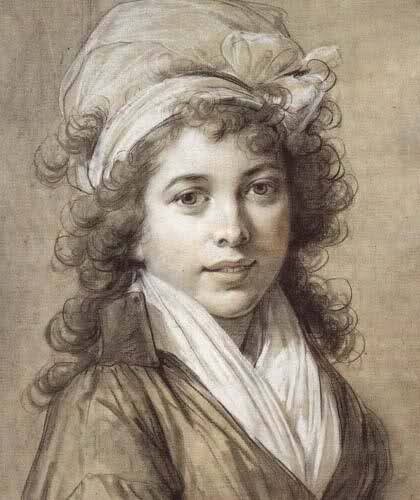
ナルボンヌ侯爵夫人

- 公妾：ルイズ・ジュリー・ド・マイイ＝ネール（マイイ伯爵夫人、1710年 - 1751年）
- 公妾：ポーリーヌ・フェリシテ・ド・マイイ＝ネール（ヴァンティミール侯爵夫人、1712年 - 1741年）
  - 庶子：シャルル・ド・ヴァンティミール（1741年 - 1814年）
- 公妾：マリー・アンヌ・ド・マイイ＝ネール（シャトールー公爵夫人、1717年 - 1744年）
- 公妾：ポンパドゥール夫人（ポンパドゥール侯爵夫人1721年 - 1764年）
- 公妾：デュ・バリー夫人（デュ・バリー伯爵夫人1743年 - 1793年）
- 愛妾：ディアヌ・アデライーデ・ド・マイイ＝ネール（英語版）（ロラゲ公爵夫人、1713年 - 1760年）
- 愛妾：マリー＝ルイーズ・オミュルフィ（1737年 - 1815年）
  - 庶子：アガタ・ルイーズ・ド・サン＝アントワーヌ・ド・サン＝タンドレ（フランス語版）（1754年 - 1774年）
- 愛妾：フランソワーズ・ド・シャリュー（英語版）（ナルボンヌ侯爵夫人、1734年 - 1821年）
  - 庶子：ナルボンヌ公フィリップ（1750年 - 1834年）
  - 庶子：ルイ・マリー・ド・ナルボンヌ（1755年 - 1813年）
- 愛妾：マルグリット・カトリーヌ・エノー（英語版）（1736年 - 1823年）
  - 庶子：アニエス・ルイーズ・ド・モントルイユ（1760年 - 1837年）
  - 庶子：アンヌ・ルイーズ・ド・ラレアーレ（1763年 - 1831年）
- 愛妾：ルーシー・マドレーヌ・デスタン（英語版）（1743年 - 1826年）
  - 庶子：アニエス・リュシー・オーギュスト（1761年 - 1822年）
  - 庶子：アフロディト・リュシー・オーギュスト（1763年 - 1819年）
- 愛妾：アンヌ・クーピエ・ド・ロマン（英語版）（マイイ＝クロンジュ男爵夫人、1737年 - 1808年）
  - 庶子：ルイ・エメ・ド・ブルボン（1762年 - 1787年）
- 愛妾：ルイーズ・ジャンヌ・ティエスラン・ド・ラ・コルテリエ（英語版）（ボンヌヴァル夫人、1746年 - 1779年）
  - 庶子：ブノワ・ルイ・ル・デュック（1764年 - 1837年）
- 愛妾：イレーヌ・デュ・ビュイソン・ド・ロングプレ（英語版）（? - 1767年）
  - 庶子：ジュリー・フィユル（1751年 - 1822年）
- 愛妾：カトリーヌ・エレオノーレ・ベナール（英語版）（1740年 - 1769年）
  - 庶子：アデライード・ド・サン＝ジェルマン（1769年 - 1850年）
- 愛妾：マリー・テレーズ・フランソワーズ・ボワスル（英語版）（1731年 - 1800年）
  - 庶子：シャルル・ルイ・カド・ド・ガシクール（1769年 - 1821年）
- 愛妾：ショワズール・ボープレ伯爵夫人（英語版） （1733年 - 1753年）

## 登場する作品
- 『ベルサイユのばら』（池田理代子） - 1972年-1973年『週刊マーガレット』（集英社）で連載された漫画。
- 『ラ・マキユーズ～ヴェルサイユの化粧師～』 - 『COMIC BRIDGE online』（KADOKAWA）で連載された漫画[28][29]。
- 『悪役令嬢に転生したはずがマリー・アントワネットでした』（小出よしと） -2020年-2022年『月刊コミックフラッパー』（KADOKAWA）で連載された漫画。
- 『ルイ16世に転生してしまった俺はフランス革命を全力で阻止してアントワネットと末永くお幸せに暮らしたい』（スカーレッドG） - ライトノベル（なろう小説版は2019年-[30]。書籍版は2020年- 、一二三書房サーガフォレスト）[31]。漫画版（いの作画）は2021年- 『コミックポルカ』（一二三書房・SANKYO）連載[32][33][34]。
- 『ジャンヌ・デュ・バリー 国王最期の愛人』（原題：JEANNE du BARRY）- 2023年のフランス映画。ジョニー・デップがルイ15世を演じた。